# Safe (песня Сейджа)
«Safe» — совместный сингл американских певцов Сейджа, певицы Кеши и рэпера Чика, изданный 12 октября 2018 года. Песня была выпущена как первый сингл России, США и в целом с альбома 28 декабря 2018.

## Отзывы
«Safe» - дебютный сингл от исполнителя Сейджа. Сейдж написал песню, когда учился в старших классах средней школы после трагической массовой стрельбы в старшей школе в Паркленде, штат Флорида. Он исполнил первую версию песни для своей старшей сестры, музыкального артиста Кеши, которая сразу почувствовала мощь трека и захотела помочь делу, отдав свой голос песне и движению. Чика, независимая женщина-рэпер, известная своим порочным течением и бесстрашной лирикой, внесла стихи, чтобы закончить песню.
Песня выходит в партнерстве с March For Our Lives, некоммерческой организацией, целью которой является прекращение бессмысленного насилия с применением огнестрельного оружия, основанной группой учащихся из средней школы имени Марджори Стоунман Дуглас в Паркленде, штат Флорида. Вместе эти студенты и художники просят американцев принять участие в опросах этой осенью, чтобы проголосовать за кандидатов, которые поддерживают законы об оружии здравого смысла.
Кеша написал по песне: «Я написал песню «Safe» с моим младшим братом @SageSebert после трагической массовой стрельбы в Паркленде, штат Флорида. Завтра эта песня выйдет в партнерстве с @AMarch4OurLives. Давайте положим конец бессмысленному насилию из-за оружия».

## Музыкальное видео
Музыкальное видео показывает школьную съемку в продолжающемся цикле. Песня повторяется 3 раза, поскольку весь цикл съемки начинается снова. Каждый раз, когда песня и видео воспроизводятся, есть небольшая разница. Знаки в начале все отстаивают законы об ограничении оружия и побуждают людей голосовать. Во второй раз он показывает имена жертв Parkland Shooting. При третьем воспроизведении текст песни отображается внизу экрана.